# Astrid von Friesen
Astrid von Friesen (* 1953 in Witten), amtlicher Name Astrid Freifrau von Friesen-Sello, ist eine deutsche Gestalt- und Traumatherapeutin, Pädagogin und Publizistin. Eine Approbation hat sie nicht. Jenseits kassenfinanzierter Psychotherapie – das heißt ohne Eintrag ins Arztregister und ohne Teilnahme an der vertragsärztlichen Versorgung – übt sie für Selbstzahler Psychotherapie nach dem Heilpraktikergesetz aus.

## Leben
Astrid von Friesen wuchs als Flüchtlingskind in Niedersachsen auf, wohin ihre Eltern, Elisabeth von Schönberg und Georg-Dietrich von Friesen-Schleinitz, nach der Enteignung, Vertreibung und der in der DDR nie aufgehobenen Kreisverweisung der gesamten Familie aus Sachsen geflohen waren. Nach dem Abitur studierte sie ab 1972 in Hamburg Pädagogik sowie Psychologie, Soziologie und Germanistik. Sie schloss das Studium als Diplom-Pädagogin sowie mit dem ersten und zweiten Staatsexamen als Lehrerin ab. 1988 heiratete sie den Kunstkritiker Gottfried Sello. Seit 1997 ist sie als freie Gestalt- und Traumatherapeutin in Freiberg und Dresden tätig.
Sie unterrichtete ab 1999 innerhalb des Studium Generale Studierende an der Technischen Universität Bergakademie Freiberg. Ab 2001 war von Friesen ebenfalls 20 Jahre in der Fortbildung für Lehrende des Freistaates Sachsen beschäftigt. Von 2011 bis 2021 war sie Supervisorin im akademischen Lehrkrankenhaus Sächsisches Krankenhaus Arnsdorf für das ärztliche, das therapierende und das pflegende Personal.
In ihren Werken beschäftigt sie sich mit Kunst, Psychologie und Pädagogik sowie den psychologischen Folgen der Vertreibung. In ihrem Buch Schuld sind immer die anderen! Die Nachwehen des Feminismus: Frustrierte Frauen und schweigende Männer (2006) beschreibt sie ihre Sicht der psychologischen Folgen des Feminismus.

## Werke (Auswahl)
- Geld spielt keine Rolle. Erziehung im Konsumrausch. Rowohlt Verlag, Reinbek 1991, ISBN 3-499-19680-8.
- Liebe spielt eine Rolle. Was Kinder und was Eltern brauchen. Rowohlt Verlag, Reinbek 1995, ISBN 3-499-60153-2.
- Du bist tot. Ich muss noch leben. Kreuz-Verlag, Stuttgart 2000, ISBN 3-7831-1787-9.
- Der lange Abschied. Psychische Spätfolgen für die 2. Generation deutscher Vertriebener. Psychosozial-Verlag, Gießen 2000, ISBN 3-89806-020-9.
- August Macke – ein Malerleben. Ellert & Richter Verlag, Hamburg 2000, ISBN 978-3-89234-144-4.
- als Herausgeberin mit Wendelin Szalai: Heimat verlieren – Heimat finden. Geschichten von Krieg, Flucht und Vertreibung. Aus einer Erzählwerkstatt in der Bürgerstiftung Dresden, Goldenbogen-Verlag, Dresden 2002, ISBN 3-932434-20-X.
- Von Aggression bis Zärtlichkeit. Das Erziehungslexikon. Kösel-Verlag, München 2003, ISBN 978-3-466-30609-1.
- Schuld sind immer die anderen! Die Nachwehen des Feminismus: Frustrierte Frauen und schweigende Männer. Ellert & Richter Verlag, Hamburg 2006, ISBN 3-8319-0256-9.
- Schlagseite – MannFrau kontrovers. Klotz, Magdeburg 2011, ISBN 978-3-88074-031-0, Sammelband zusammen mit Gerhard Amendt, Günther E. Buchholz, Peter Döge. Monika Ebeling, Christian Hausen, Arne Hoffmann, Dieter Katterle, Birgit Kelle, Adorján Ferenc Kovács, Eckhard Kuhla, Bernhard Lassahn, Gerd Riedmeier, Peter Tholey, Alexander Ulfig
- Ein Erziehungsalphabet: Von A bis Z. 2013, E-Book
- mit Gerhard Wilke: Generationen als geheime Macht – Wechsel, Erbe und Last. Selbstverlag 2020, ISBN 979-8-5962-0414-8.
- mit Gerhard Wilke: Die Macht der Wiederholungen – Von quälenden Zwängen zu heilenden Ritualen. Selbstverlag 2021, ISBN 979-8-7147-6283-3.